# Mediator (logiciel)
Pour les articles homonymes, voir Mediator.
Mediator est un outil de développement multimédia pour Microsoft Windows développé et distribué par la société MatchWare pour faciliter la création d’applications interactives sur CD/DVD, de sites web dynamiques et de présentations Flash. Caractérisé par la convivialité de son interface, il s'adresse aussi bien aux professionnels qu’aux utilisateurs peu expérimentés.
Le logiciel a fait l'objet de nombreuses améliorations depuis sa date de commercialisation initiale en 1993. La dernière version, publiée fin 2007/début 2008, est la version 9.
Mediator 9 est reconnu d'intérêt pédagogique par le Ministère de l'Education Nationale.
Mediator est disponible en français, anglais, allemand et danois. Il requiert Windows 2000 ou version ultérieure.
Une version de démonstration est disponible sur le site de l'éditeur (projets limités à 5 pages, avec une durée de vie de 5 jours).

## Fonctionnalités
Que l’objectif de l’utilisateur soit d’élaborer une présentation sur CD, un site web ou une animation Flash, la marche à suivre reste la même. Toutes les actions disponibles, comme « Aller à la page » ou « Animer objet », sont représentées par des icônes qu’il suffit de déposer à l’emplacement voulu. Le même principe s’applique aux tâches de programmation plus complexes, telles la manipulation de structures Si-Alors-Sinon ou la gestion des variables, permettant à l’utilisateur de concentrer ses efforts sur la conception de la présentation plutôt que sur les aspects techniques. Mediator dispose de fonctionnalités avancées, parmi lesquelles des transitions de page en 3D, l’édition multi-utilisateur, une ligne de temps permettant de synchroniser le déroulement des actions, la prise en charge de variables locales et globales, un langage script, la gestion des composants ActiveX et ODBC, la gestion du langage SQL, des objets HTML prédéfinis, la compatibilité avec la norme de formation en ligne (e-learning) SCORM, reposant toutes sur le même principe de mise en place par déplacement d’icônes.

## Exportation
Un projet Mediator peut être exporté sous trois formats différents :
- en tant que programme Windows autonome (extension .exe) en vue d'une distribution sur CD ou DVD,
- en tant que présentation Flash,
- en tant que site web.

À cet effet, Mediator propose trois types de documents différents, à savoir « Standard », « Flash » ou « HTML ». Bien qu’il soit possible de convertir un projet d’un type à l’autre à tout moment, certains objets ne sont disponibles que dans certains types d’exportation. Il est donc préférable de choisir dès le début de la conception du projet le type de document correspondant au format d’exportation prévu.
Le type de document « Standard » est celui qui propose le plus de fonctionnalités. Il concerne principalement l'élaboration de présentations, de jeux, de bornes interactives ou autres projets similaires. Une fois terminé, le projet peut être exécuté directement à partir de son support, ou être configuré en vue d'une installation sur l'ordinateur cible en fichier exécutable (.exe). Les fichiers exécutables requièrent la même configuration que Mediator (Windows 2000 ou version ultérieure).
Le mode « Flash » est plus limité quant aux fonctionnalités disponibles, mais a l'avantage de prendre en charge la norme SCORM, permettant ainsi la création de modules de formation en ligne. Ce mode d'exportation génère un fichier SWF unique, doublé d'un environnement HTML.
Le mode « HTML » — le plus limité en termes de fonctionnalités - autorise cependant l’exécution de scripts serveur de type PHP ou ASP au sein d'un cadre.
Tous les projets exportés, y compris ceux qui font appel à des objets ou à des graphiques provenant de la bibliothèque multimédia de Mediator, sont libres de droits.

## Fabricant
Le siège original de la société Matchware se situe à Aarhus, au Danemark. Mais elle est également implantée aux États-Unis, en France, en Grande-Bretagne, en Allemagne et en Suède.

## Autres produits de Matchware
La société Matchware développe également d'autres produits : MindView, NoteControl, OpenMind, ScreenCorder et Shared Workspace.